# Cameron Borthwick-Jackson
Pour les articles homonymes, voir Borthwick et Cameron.
Cameron Jake Borthwick-Jackson, né le 2 février 1997 à Manchester, est un footballeur anglais qui évolue au poste de défenseur.

## Biographie
Formé à Manchester United, Cameron Borthwich-Jackson prend part à sa première rencontre avec les Red Devils en entrant en fin de match face à West Bromwich Albion le 7 novembre 2015.
Le 8 décembre 2015, il fait ses débuts en Ligue des champions lors d'un match contre le club allemand du VfL Wolfsburg.
Le 22 août 2016, le défenseur anglais est prêté pour une saison à Wolverhampton. Il prend part à sept matchs avant de réintégrer l'effectif des Red Devils à l'issue de la saison.
Le 7 août 2017, Borthwick-Jackson est prêté pour un an à Leeds United. Après avoir pris part à six matchs toutes compétitions confondues avec les Whites, Borthwick-Jackson est rappelé de son prêt par Manchester United le 16 janvier 2018 mais ne participe à aucun match avec les Red Devils lors de la seconde partie de saison.
Le 28 juillet 2018, il est prêté pour une saison à Scunthorpe United, avec qui il inscrit deux buts en trente-trois rencontres toutes compétitions confondues.
Le 2 septembre 2019, Borthwick-Jackson est de nouveau cédé en prêt pour une saison, cette fois aux Tranmere Rovers. Il ne joue que six matchs au cours de la première partie de la saison avant d'être rappelé par Manchester United début janvier 2020.
Le 24 janvier 2020, il est prêté à Oldham Athletic.
Le 7 juin 2021, il rejoint Burton Albion.

## Statistiques
| Saison                | Club                     | Championnat           | Championnat | Championnat | Coupe(s) nationale(s) | Coupe(s) nationale(s) | Compétition(s) continentale(s) | Compétition(s) continentale(s) | Compétition(s) continentale(s) | Total | Total |
| Saison                | Club                     | Division              | M.          | B.          | M.                    | B.                    | Comp.                          | M.                             | B.                             | M.    | B.    |
| 2015-2016             | Manchester United        | Premier League        | 10          | 0           | 3                     | 0                     | C1                             | 1                              | 0                              | 14    | 0     |
| Sous-total            | Sous-total               | Sous-total            | 10          | 0           | 3                     | 0                     | -                              | 1                              | 0                              | 14    | 0     |
| 2016-2017             | Wolverhampton (prêt)     | Championship          | 6           | 0           | 1                     | 0                     | -                              | -                              | -                              | 7     | 0     |
| 2017-2018             | Leeds United (prêt)      | Championship          | 1           | 0           | 5                     | 0                     | -                              | -                              | -                              | 6     | 0     |
| 2018-2019             | Scunthorpe United (prêt) | League One            | 29          | 2           | 4                     | 0                     | -                              | -                              | -                              | 33    | 2     |
| 2019-2020             | Tranmere Rovers (prêt)   | League One            | 3           | 0           | 3                     | 0                     | -                              | -                              | -                              | 6     | 0     |
| 2019-2020             | Oldham Athletic (prêt)   | League Two            | 6           | 0           | -                     | -                     | -                              | -                              | -                              | 6     | 0     |
| Sous-total            | Sous-total               | Sous-total            | 45          | 2           | 13                    | 0                     | -                              | -                              | -                              | 58    | 2     |
| Total sur la carrière | Total sur la carrière    | Total sur la carrière | 55          | 2           | 16                    | 0                     | -                              | 1                              | 0                              | 72    | 2     |